# Ледрада
Ледрада (ісп. Ledrada) — муніципалітет в Іспанії, у складі автономної спільноти Кастилія-і-Леон, у провінції Саламанка. Населення — 579 осіб (2010).
Муніципалітет розташований на відстані близько 170 км на захід від Мадрида, 55 км на південь від Саламанки.

## Демографія
Динаміка населення (INE ):